# Apodem

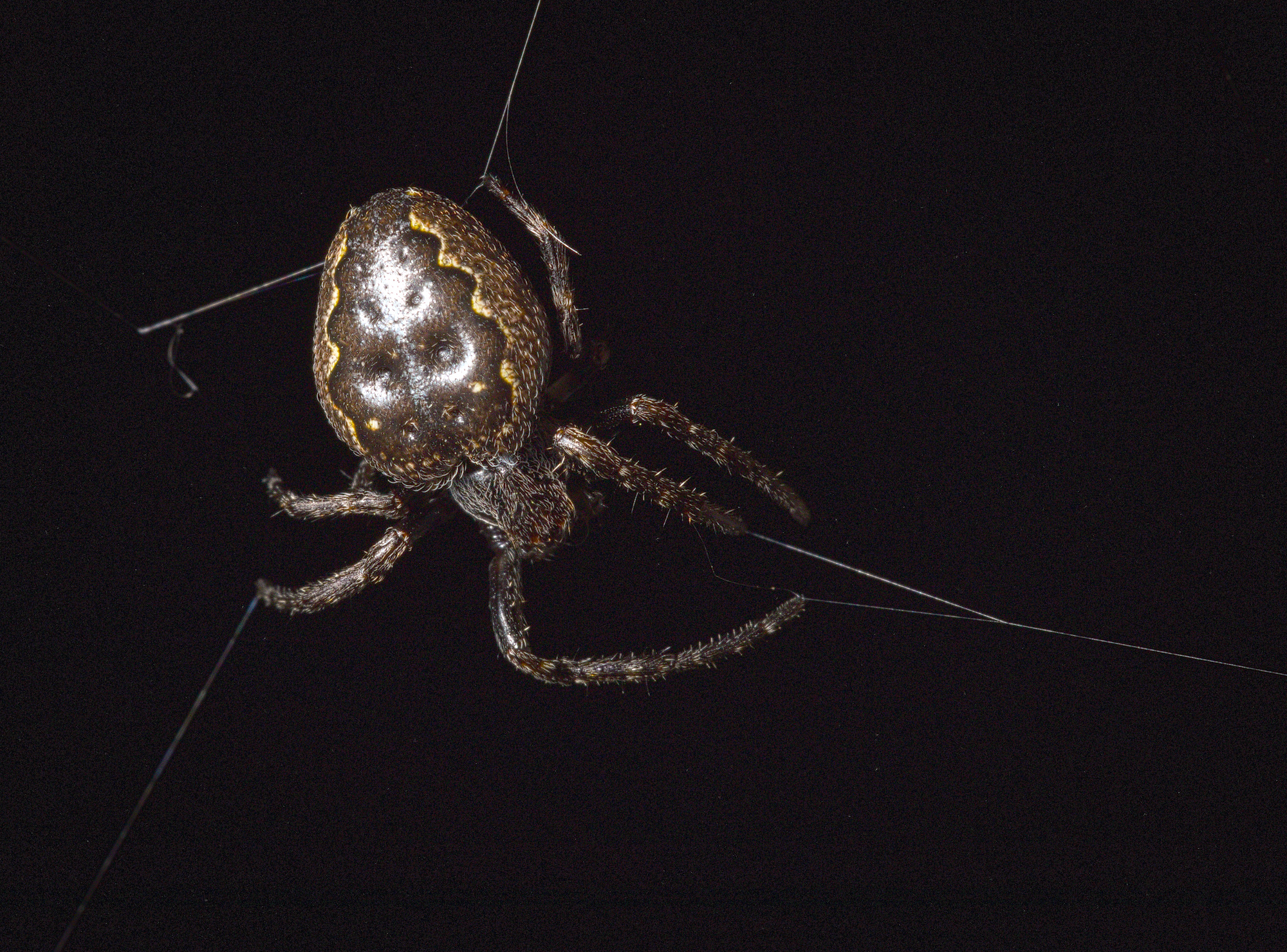
Als Eindellungen des Hinterleibs deutlich sichtbar sind die Apodeme bei dieser Spaltenkreuzspinne (Nuctenea umbricata).

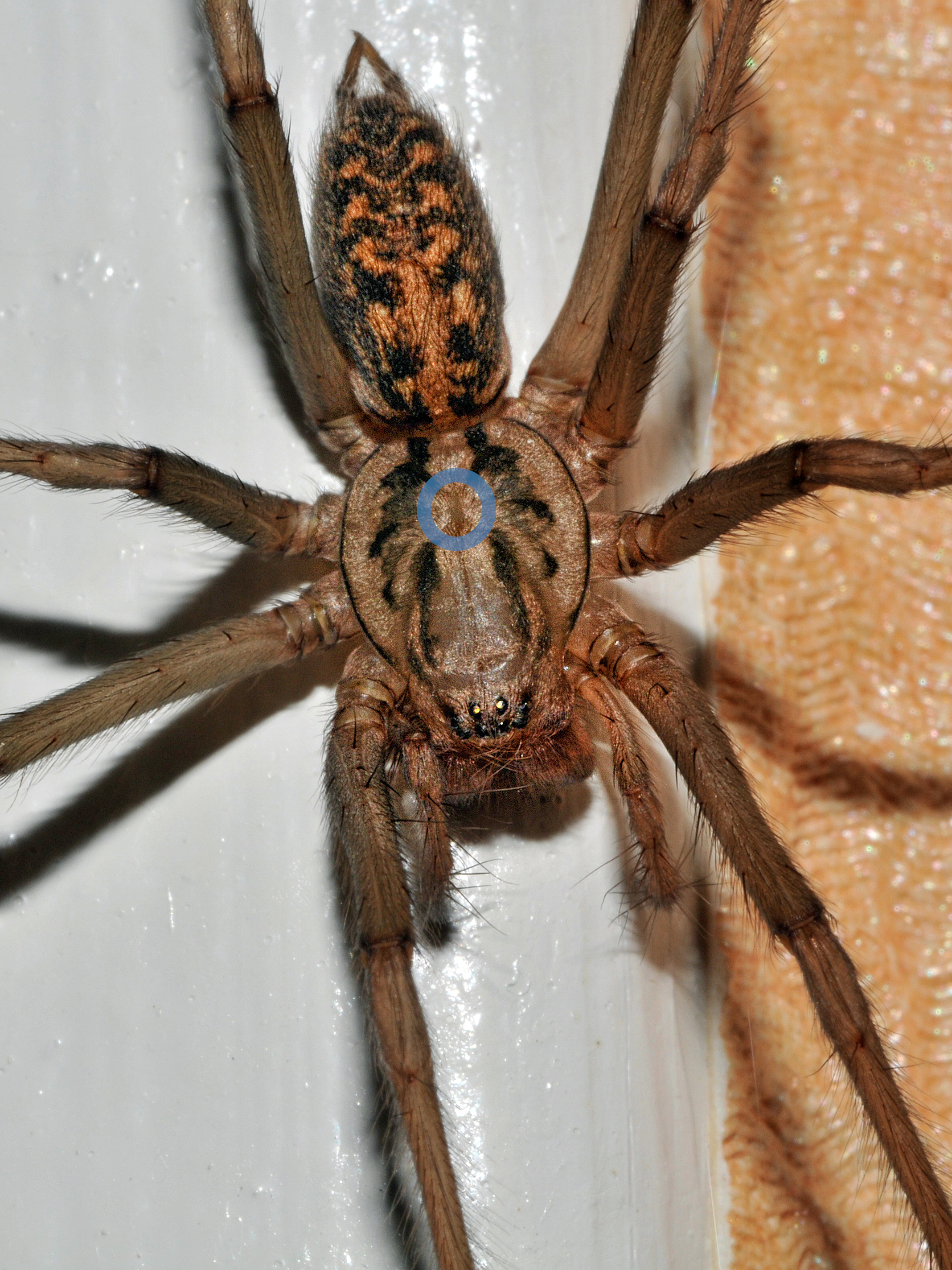
Große Winkelspinne (Eratigena atrica): Bei dieser Art ist die Fovea (blaue Markierung) als dunklere, lateral verlaufende Vertiefung im hinteren Teil des Prosomas erkennbar.

Ein Apodem, auch als Entapophysen ausgeprägt, ist eine sklerotisierte Einfaltung der Cuticula von Gliederfüßern, welche die Ansatzstelle für die Muskulatur bildet.
Wichtige Apodeme der Webspinnen sind
- die Fovea[1] oder tergales Apodem[2] – eine längliche dorsale Einsenkung am Carapax, an der die Saugmagenmuskulatur ansetzt.
- die Einsenkungen beidseitig der Mittellinie des Hinterleibs; an ihnen sitzen die dorso-ventralen Muskeln (zwischen Tergite und Sternite).[2]

Entapophysen sind Apodeme im Körperinneren, wie sie bei den Webspinnen an Endosterniten (innenliegende Skelettteile) gebildet werden. Das größte Entosterna ist das Endosternit, an dem die Saugmagen- und die Gliedmaßenmuskulatur ansetzen.